# Strix
Strix (česky puštík, toto jméno se však používá pro více rodů) je rod středně velkých sov z čeledi puštíkovitých, u něhož se rozeznává kolem 22 druhů. Na hlavě nemají „uši“ z peří, jako výr či kalous a žijí převážně v lese. Loví v noci a živí se zejména drobnými savci, mimo to i ptáky, hlodavci či plazy. Na českém území se přirozeně vyskytují dva druhy: běžně a celoplošně puštík obecný a velmi vzácně v Beskydech a v oblasti Šumavy a Českého lesa puštík bělavý.

## Systematika
Rod Strix vytyčil již švédský přírodovědec Carl Linné v 10. vydání Systema Naturae. Jméno rodu je latinské označení pro sovu. Typovým druhem rodu Strix je puštík obecný.

### Seznam druhů
Do rodu Strix se řadí následujících 22 druhů:
- Strix albitarsis – puštík bělonohý
- Strix aluco – puštík obecný
- Strix butleri – puštík ománský
- Strix chacoensis – puštík paraguayský
- Strix fulvescens – puštík guatemalský
- Strix hadorami – puštík pouštní
- Strix huhula – puštík černopásý
- Strix hylophila – puštík brazilský
- Strix leptogrammica – puštík hnědý
- Strix mauritanica – puštík maghrebský
- Strix nebulosa – puštík vousatý
- Strix nigrolineata – puštík černobílý
- Strix nivicolum
- Strix occidentalis – puštík západní
- Strix ocellata – puštík skvrnitý
- Strix rufipes – puštík rezavonohý
- Strix sartorii
- Strix seloputo – puštík tečkovaný
- Strix uralensis – puštík bělavý
- Strix varia – puštík proužkovaný
- Strix virgata – puštík proměnlivý
- Strix woodfordii – puštík africký